# Benjamín Menéndez
Benjamín Andrés Menéndez (Córdoba, Argentine, 1885 — Buenos Aires, 1975), est un militaire argentin.
Le 28 septembre 1951, il tenta, aux côtés d’un groupe d’officiers supérieurs, d’exécuter un coup d’État contre le gouvernement constitutionnel de Juan Perón. Ce soulèvement militaire, qui échoua à entraîner les sous-officiers, techniquement mal préparé, sera réprimé par le pouvoir en seulement quelques heures, et Menéndez condamné à une peine d’emprisonnement de quinze ans.

## Parentèle
Benjamín Menéndez eut deux fils, Rómulo Félix et Benjamín Menéndez, tous deux militaires, et dotés du grade de colonel. Le premier nommé est en outre un historien reconnu, qui a publié plusieurs travaux sur l’histoire militaire, dont notamment Las conquistas territoriales argentinas, publié par le Círculo Militar, et Un Soldado, biographie de son père. Le général Menéndez était l’oncle de Luciano Benjamín Menéndez, ancien militaire, qui monta au grade de général de division, et fut condamné en décembre 2009 à la réclusion criminelle à perpétuité, après avoir été déclaré coupable de crimes contre l’humanité. Il fut aussi l’oncle de Mario Benjamín Menéndez, qui atteignit le grade de général de brigade et reste connu pour avoir été le gouverneur militaire des îles Malouines durant la guerre des Malouines.

## Tentative de coup d’État
Le 28 septembre 1951, alors que la campagne électorale battait son plein, et qu’Eva Perón, après avoir été acclamée comme candidate à la vice-présidence de la république argentine, avait dû ensuite renoncer à sa candidature, un soulèvement militaire éclata, dont le but était de renverser le gouvernement élu et constitutionnel de Juan Perón. Un groupe d’officiers de cavalerie, emmené par le général Benjamín Menéndez et comprenant le brigadier Guillermo Zinny, le brigadier-major Samuel Guaycochea et le capitaine de vaisseau Vicente Baroja, s’élança hors du camp militaire de Campo de Mayo, dans la banlieue nord-ouest de Buenos Aires, et fit mouvement en direction du palais du gouvernement. Dès avant cette tentative de coup de force, au mois de mars de la même année, il avait été procédé à des arrestations de militaires à la retraite, soupçonnés de conspirer pour mettre un terme au pouvoir du général Perón, de son épouse Eva Perón et des forces sociales dont ceux-ci étaient les représentants. Cependant, en 1951, les conditions n’étaient pas encore propices à un tel soulèvement, sans compter le fait que le coup d’État avait été mal conçu techniquement — notamment, les putschistes se heurteront au refus des sous-officiers de prendre part au coup d’État. Il n’y eut ce jour-là aucun affrontement, et dans la soirée, tout fut terminé. Menéndez fut condamné à une peine d’emprisonnement de 15 ans, alors les autres officiers impliqués n’écoperont que de peines jusqu’à 6 ans de réclusion. Perón rendit grâces à la loyauté des troupes, dans les termes suivants :

« Tant que nous avons des soldats d’honneur, tant que nous avons des soldats qui ont conscience de la défense de la Nation et de sa dignité, le peuple peut, grâce à leur grandeur, veiller et travailler tranquilles. [...] Ceci scellera l’union définitive du peuple et de ses forces armées : l’union sacrée de ce peuple qui est un seul dans la défense des biens et de la grandeur de la Nation. »